# Federazione calcistica della Libia
La Federazione calcistica della Libia (in inglese Libyan Football Federation; in arabo اتحاد ليبيا لكرة القد‎?, acronimo LFF) è l'ente che governa il calcio in Libia.
Fondata nel 1962, si affiliò alla FIFA nel 1963, e alla CAF nel 1965. Ha sede nella capitale Tripoli e controlla il campionato nazionale, la coppa nazionale e la Nazionale del paese.